# Sint-Jan Baptist ten Begijnhofkerk

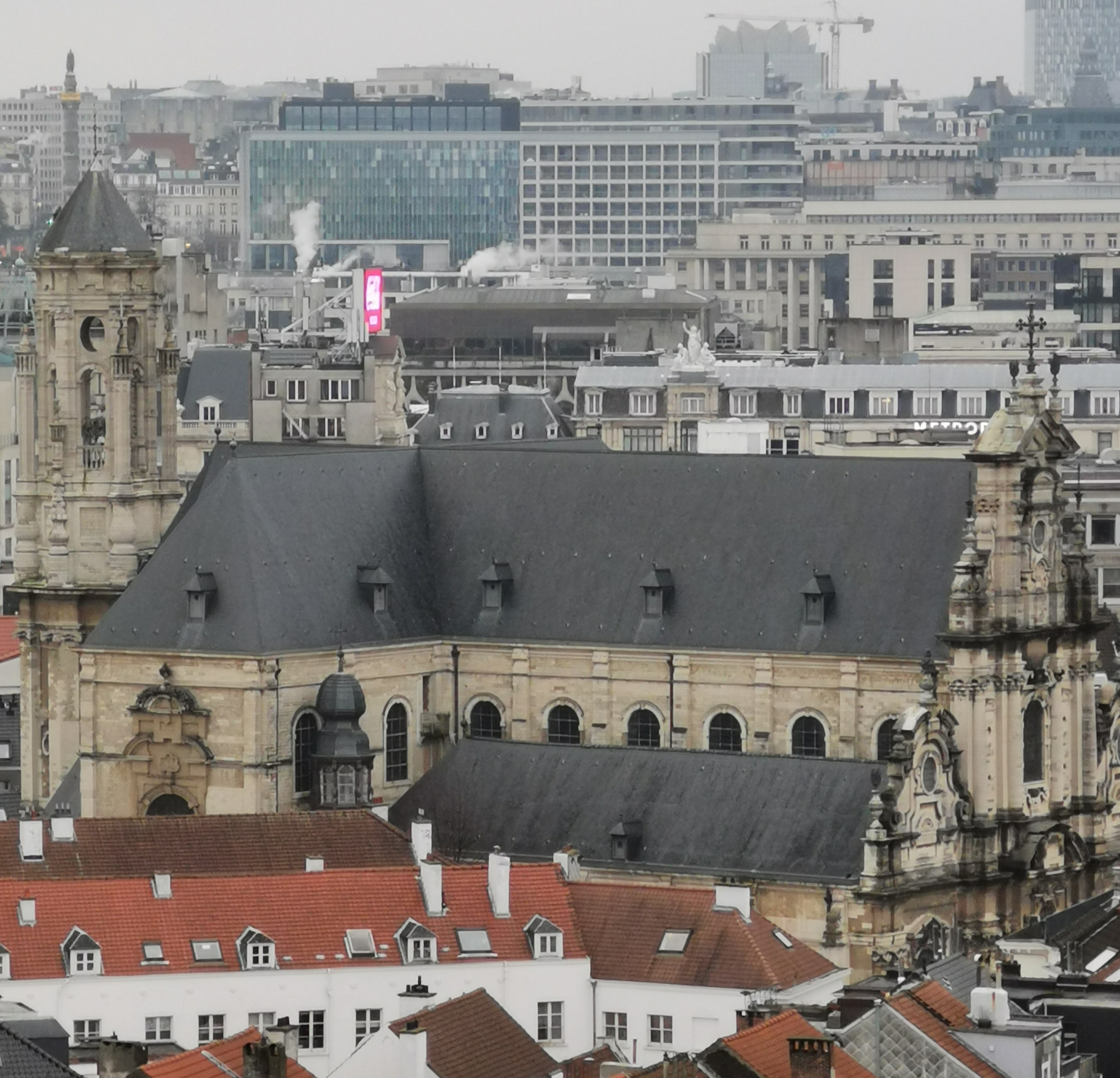
De opmerkelijke klokkentoren is een barokke interpretatie van de stadhuistoren

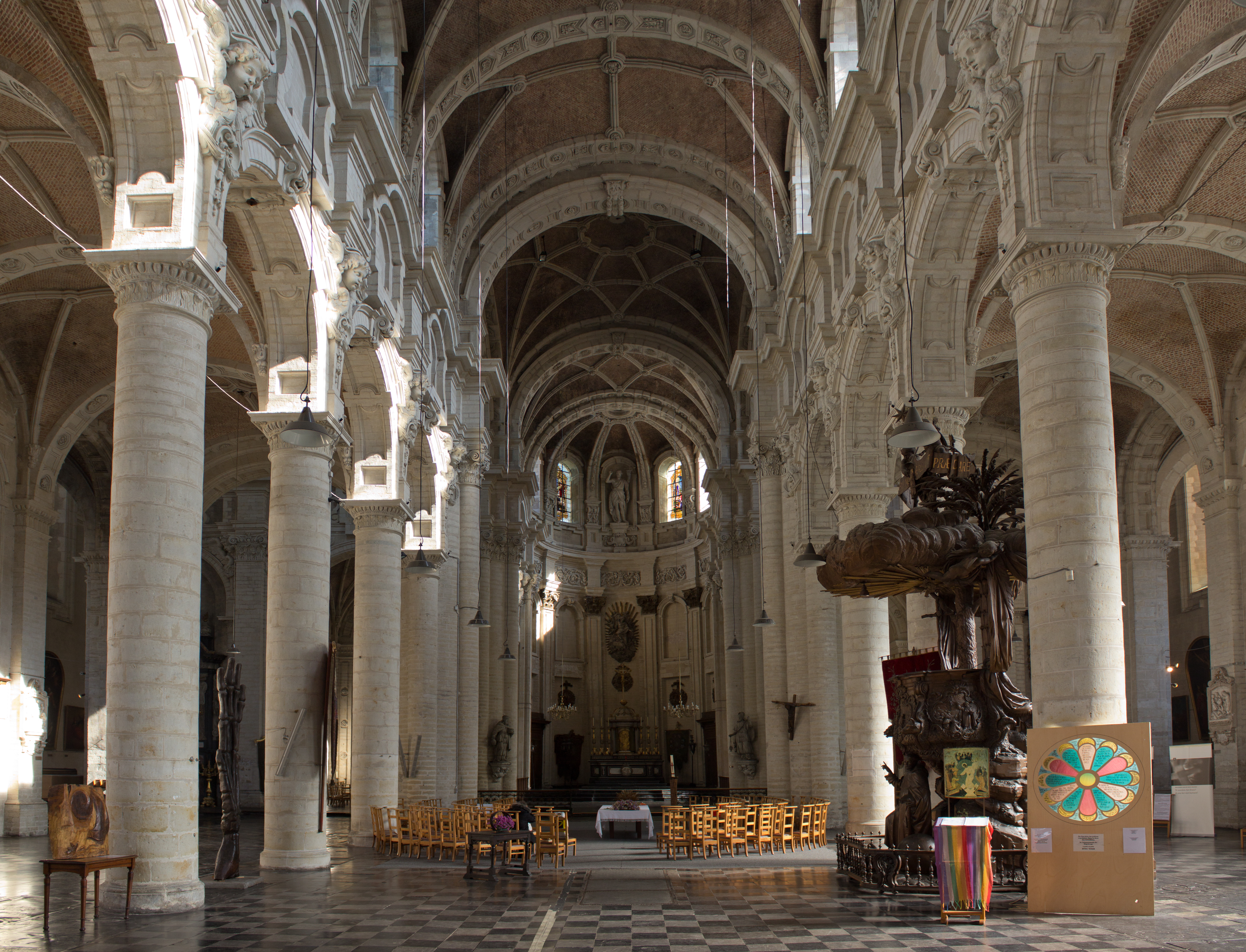
Het interieur van de kerk

De Sint-Jan Baptist ten Begijnhofkerk is een barokke kerk in Brussel. Ze is het voornaamste overblijfsel van het begijnhof ter Wijngaard, waar ooit meer dan duizend vrouwen woonden. Sinds 1936 is het gebouw beschermd.

## Geschiedenis
Buiten de eerste stadsomwalling kwamen tegen het midden van de 13e eeuw begijnen bidden in een kapelletje Onze-Lieve-Vrouw ten Wijngaard. Het ging om een lekengemeenschap van ongehuwde vrouwen, die zich wijdden aan religieus leven en liefdadigheid. In 1246 zegende Bonifatius van Lausanne hun kerkhof in en in 1248 was er sprake van een ingerichte ziekenzaal. 
Met toelating van hertog Jan I van Brabant en bisschop Nicolas III de Fontaines werd het begijnhof in 1250 geformaliseerd. Het ressorteerde onder de Sint-Jan-de-Doperkerk (Molenbeek) en had als provisor pastoor Renier van Breeteycken. Het Sint-Goedelekapittel keurde in 1252 de vestiging aan de Lakenpoort goed. 
De gemeenschap kende voorspoed en groeide gestaag aan. Naast hun huisjes legden ze velden en boomgaarden aan. Op het einde van de 13e eeuw vergde de uitbreiding van de communauteit de bouw van een grote gotische kerk op de plaats van het huidige gebouw. Ze werd gewijd aan Johannes de Doper.
De begijnhofstraat vormde vanaf het begin de hoofdas van dit groot driehoekig domein, waarvan de Lakensestraat de basis was. Het geheel, afgesloten door een ringmuur, bevatte buiten de kerk en de begijnhuisjes, een ziekenhuis (druk bezet tijdens hongersnood en epidemieën), bakkerij, blekerij, windmolen voor de mensen in de stad en werkplaatsen voor wolverwerking deden. De begijnen waren ingeschakeld in de stedelijke textielindustrie: aanvankelijk in de lakennijverheid en later bij het kloskant. Ook zieken- en bejaardenzorg bracht geld in het laatje. De leiding was in handen van een grootmeesteres, bijgestaan door mannelijke momboren. Op het hoogtepunt waren er zo'n 1200 begijnen in een duizendtal woningen op een zevental hectare. De aanleg van de Haven van Brussel in de 16e eeuw nam enig terrein in, maar respecteerde voorts het begijnhof.
Tijdens de Brusselse republiek plunderden en verwoestten calvinisten de kerk tot tweemaal toe. Na de restauratie van het Spaanse gezag stond de communauteit weer op. De heropbouw nam talrijke jaren in beslag en vooral de kerk raakte maar mondjesmaat hersteld. 
Uiteindelijk werd beslist een nieuw kerkgebouw op te trekken, waarvan de eerste steen in 1657 werd ingemetseld. De architect van de natuurstenen kerk, die in 1676 werd ingewijd, is niet gedocumenteerd. Lucas Faydherbe wordt soms genoemd, maar de originele karakteristieken van het gebouw maken zijn auteurschap of dat van andere grote barokmeesters uit die tijd weinig waarschijnlijk. De bouw kostte 330.000 florijnen en zorgde voor grote schulden, die noopten tot het vragen van een hoog toegangsgeld, wat de aard van de gemeenschap veranderde.
Het bombardement op Brussel van 1695 zorgde voor schade. Bij de heropbouw verdween de omheiningsmuur en werd het begijnhof fysiek in de stad geïntegreerd. Het bleef bestaan als instelling tot Franse revolutionairen er eind 18e eeuw een einde aan maakten.
In 1985 werd Daniel Alliët priester van de parochie en zette er zich in voor armen, bejaarden en asielzoekers. Door een elektrisch defect ging in 2000 de eikenhouten dakstructuur van het middenschip, het transept en het koor van de kerk in vlammen op. Er werd gekozen voor een identieke reconstructie, die in 2006-2008 werd uitgevoerd met de nog bruikbare dakbalken, aangevuld met eik uit de Loirestreek. De hout-op-houtverbindingen van het gereconstrueerde dakgebinte reflecteren de timmerkunst uit de baroktijd.
Alliët vroeg aandacht voor de problematische situatie van mensen zonder papieren, door wie zijn kerk vijf keer werd bezet. De laatste bezettingen in 2014 en 2015 leidden tot een hogere erkenningsgraad voor Afghaanse vluchtelingen. In 2014 wilde aartsbisschop André Léonard de parochie nieuw leven inblazen met de Franse priester Michel-Marie Zanotti-Sorkine en diens Fraterniteit van de Heilige Apostelen, maar na protest kon Alliët aanblijven.

## Interieur
De kerk uit de 17de eeuw heeft een gotisch plan op basis van de Latijnse kruisvorm bewaard maar haar decoratie draagt de kenmerken van de Vlaamse barokstijl. De kerk geeft zo volkomen de tendens van de tweede helft van de 17de eeuw weer waarin de beeldhouwkunst aan belang won in de conceptie van het gebouw zelf. De bouwkunst schijnt haar structuren en haar sierelementen te koppelen aan de effecten die de erin verwerkte beelden voortbrengen.

### Schilderijen
Om de kerk te versieren deden de begijnen in hoge mate beroep op de toen zeer bekende Brusselse schilder Theodoor van Loon. De aanwezigheid in de kerk van zes doeken van deze schilder (waaronder De heilige Ursula gekroond door het kind Jezus (Vlaamse Meesters in Situ)) toont de verscheidenheid aan van zijn talent. Hij bleef getrouw de voorbeelden navolgen die hij tijdens zijn meerdere verblijven in Italië ingestudeerd had, waaronder het werk van Correggio, Caravaggio en de Carracci's. Van Loon bewaarde evenwel zijn persoonlijke kenmerken: monumentaliteit van stijl, levendigheid van een schitterend coloriet, breedvoerige waardig gedrapeerde vormen, zorg om detail in het weergeven van materialen, zoeken naar gevarieerde gelaatsuitdrukkingen en andere onderdelen.
Van Gaspar de Crayer hangt er een Calvarie met Maria Magdalena en van Victor Honoré Janssens een altaarschilderij met Clothilde voor Leonardus. Twee andere doeken in de kerk zijn van de hand van Elisabeth Seldron: een Opdracht in de Tempel en een Besnijdenis van Jezus.

### Standbeelden
Steunend tegen de pilaren aan de ingang van het koor staan twee houten beelden, beschilderd door Walter Pompe rond 1767. Links Melchisedek, koning van Salem en priester van de Allerhoogste, met broden en wijnkruik, als voorafbeelding van de Eucharistie (Genesis 14-18). Rechts Aäron, broer van Mozes, eerste hogepriester uit de Oude Wet. Zijn voorstelling onderstreept zijn priesterlijke waardigheid (Exodus 28:1 en volgende).
Opvallend zijn voorts een bukshouten Madonna van Maria Faydherbe en een 17e-eeuwse gepolychromeerde Christus op de koude steen.
In de overhuiving van de apsis staat een monumentaal standbeeld van Johannes de Doper als de verrezen Christus, gecreëerd door Augustin Feijens in 1840.

### Hoofdaltaar
Het hoofdaltaar is uitgevoerd op het einde van de 18e eeuw. Het werd aangekocht van de abdij van Kortenberg om het barokke hoofdaltaar te vervangen dat door de Franse revolutionairen was vernield. De versiering in de Lodewijk XVI-stijl is sober, verlevendigd door contrasterend wit en zwart. Het centrale medaillon stelt de Heilige Familie voor.

### Biechtstoelen
Over de herkomst van de zes biechtstoelen in de zijbeuken is niets bekend. De aanwezigheid van een bedekte nis voor de biechtvader laat een datering van begin 18de eeuw toe. Het gebogen fronton, onderbroken door een beeld en versierd met engelenhoofdjes vindt men steeds terug tijdens deze eeuw. De toegang tot de biechtstoel is aan beide kanten voorzien van allegorische vrouwenfiguren die naar elkaar toekijken en draagsters zijn van symbolen in verband met het boetesacrament.

### Preekstoel

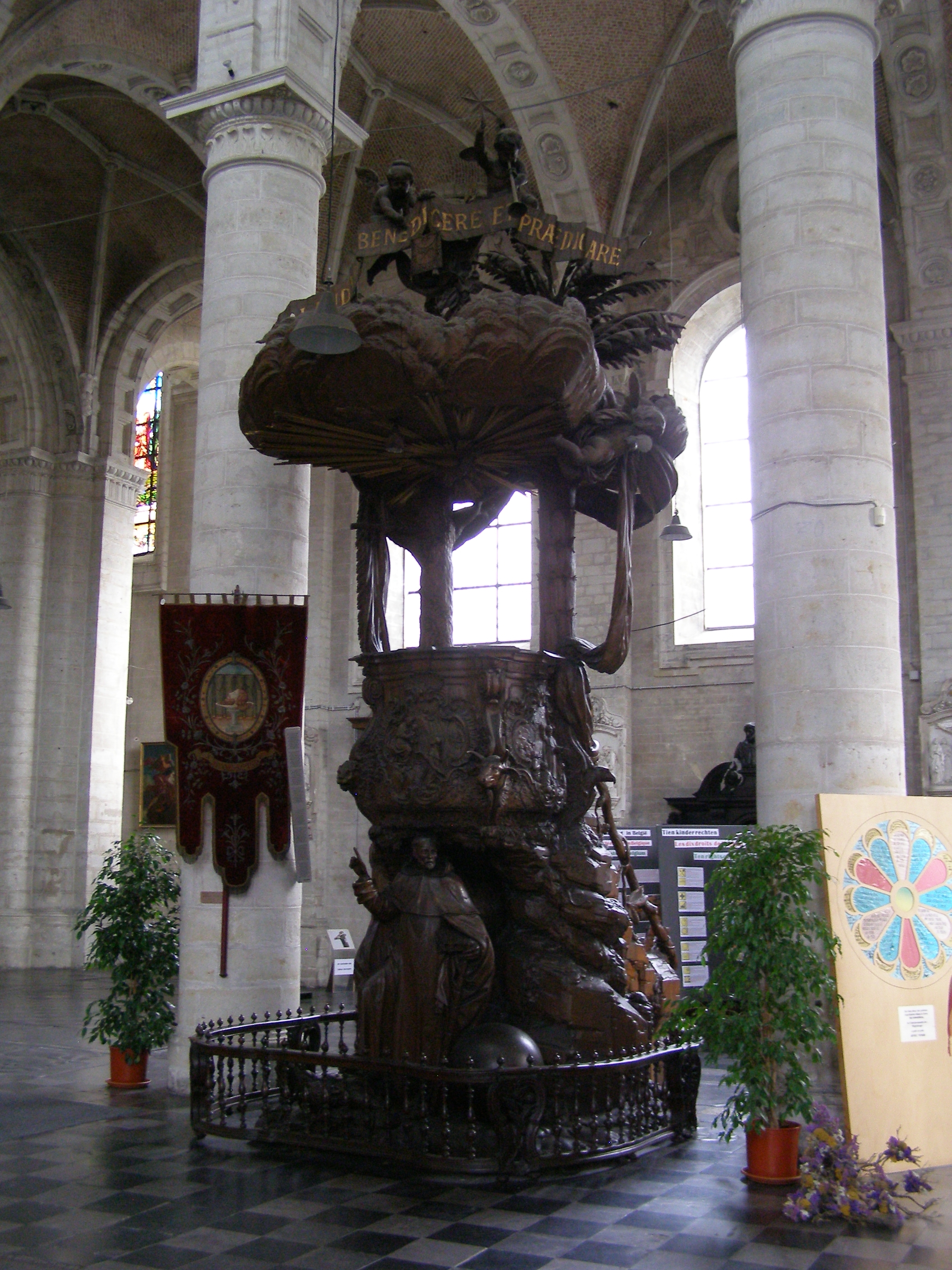
De barokke preekstoel uit 1757. Aan de aanwezigheid van Dominicus Guzman is te zien dat hij oorspronkelijk uit een predikherenkerk komt, die van Mechelen.

De preekstoel is een voorbeeld van barok houtsnijwerk en is vervaardigd in 1757 uit eikenhout. Hij werd gebeeldhouwd door Lambert-Jozef Parant naar een schets van Andries Jozef Smeyers. De preekstoel is afkomstig uit de predikherenkerk te Mechelen. De verschillende taferelen stellen Sint Dominicus voor die een ketter onder de voet loopt.

### Graflegging
De graflegging is werk van het einde van de 16de - begin 17de eeuw uitgevoerd in een Antwerpse werkplaats.

### Verdere interieur
De brede gangpaden geven het interieur een licht, ruim karakter. De gewelven bestaan uit volle rondbogen net als de bogen tussen de verhoogde gotische zuilen. Boven de booggewelven bevindt zich een dekstuk versierd met uitgeholde cartouches onder een uitspringende kroonlijst. Het eveneens barokke schip is verfraaid met cherubijnen, engelen en krullen. In de apsis staat een opvallend beeld van Johannes de Doper, aan wie de kerk is gewijd. Het koor is hemisferisch en is verdeeld door grote Korinthische composietzuilen. Tussen de eerste en tweede verdieping loopt een dekstuk versierd met een fries met daarop lofwerkmotieven.

### Grafstenen
Op het grond liggen een honderdtal grafstenen van begijnen die dateren van de XVIe tot de XVIIIe eeuw, waarvan nog bijna 70 in 2023 leesbaar en identificeerbaar blijven.

## Exterieur

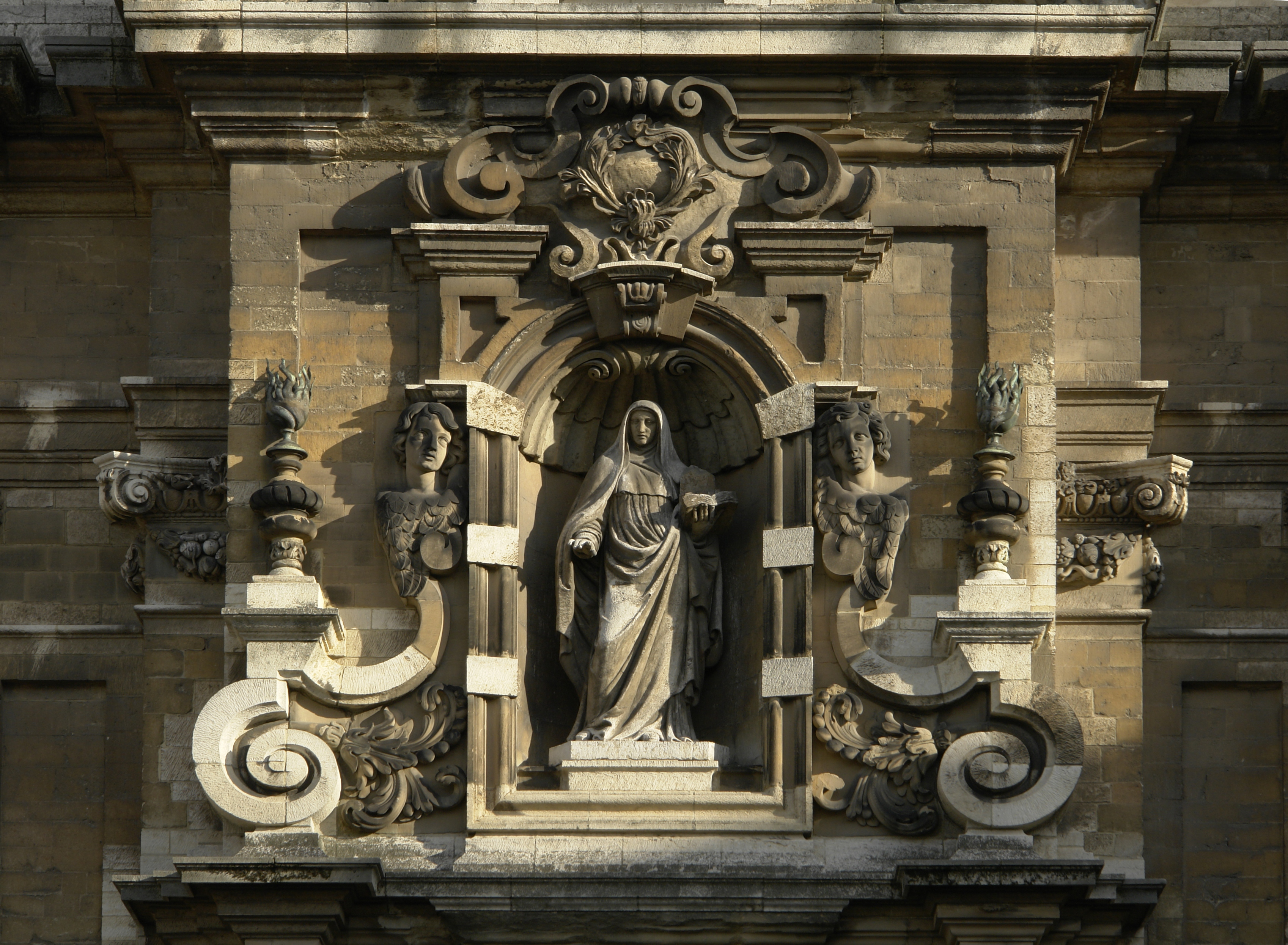
Beeld van Begga van Herstal boven de ingangspoort

Net zoals het interieur heeft het exterieur voornamelijk kenmerken van de Vlaamse barokstijl. Dit komt vooral naar voren in de uivormige pinakels en de versierde muren.
De klokkentoren aan de achterzijde is een barokke interpretatie van de stadhuistoren.